# Никитино (Ильинский район)
 Никитино — деревня в Ильинском районе Ивановской области. Входит в состав Аньковского сельского поселения.

## География
Находится в западной части Ивановской области на расстоянии приблизительно 15 км на восток-северо-восток по прямой от районного центра села Ильинское-Хованское.

## История
Нанесена была на карту еще 1808 года. В 1859 году здесь (тогда деревня в составе Суздальского уезда Владимирской губернии) было учтено 26 дворов.

## Население
| 1859 | 1905 | 2010 |
| ---- | ---- | ---- |
| 167  | ↗249 | ↘1   |

Постоянное население составляло 167 человек (1859 год), 6 в 2002 году (русские 100 %), 1 в 2010.